# Стюарт Голройд
Стюарт Голройд (англ. Stuart Holroyd; нар. 10 серпня 1933, Бредфорд, графство Йоркшир) — британський письменник, який став відомим за написання філософських та критичних робіт у тісній співпраці з письменниками Коліном Вілсоном і Білом Гопкінсом, але відтоді багато писав на теми парапсихології, контактів з позаземним життям, статевої любові та інше.

## Життєвий шлях
Син Томаса Голройда і Едіт (Кінг) Голройд Стюарт Голройд відвідував Університетський коледж Лондона (1957-58), проте покинув навчання, так і не завершивши його.
Він опублікував свою першу збірку «Вихід з Хаосу» в 1957 році у віці двадцяти трьох років. Той же самий видавець Віктор Голанц опублікував першу книгу друга Голройда Коліна Вілсона, котра мала назву «Аутсайдер». Вілсон і Голройд разом з новелістом Білом Гопкінсом були учасниками літературного руху, відомого як «Люті молоді люди». У тому ж році Голройд, Вілсон і Гопкінс написали есе до «Декларації» — антології висловлювань письменників і художників, яких згодом справедливо чи помилково вважали «злими молодими людьми» (куди були включені такі автори як Джон Осборн і Кінґслі Еміс, Доріс Лесінг і режисер Ліндсей Андерсон). 9 березня 1958 року в театрі Ройал-Корт була поставлена гра Голройда «Десятий Шанс»; колотнеча глядачів під час вистави та подальше протистояння у приміщенні театру за участі Канета Тайнана, Крістофера Лоґа і Коліна Вілсона були висвітлені у пресі.
Книга «Поява з Хаосу» є літературним / психологічним дослідженням кількох сучасних поетів. Наступна книга Голройда «Політ і Переслідування» (1959) вважається автобіографічним оглядом досліджень «духовних цінностей».
У 1961 році Голройд одружився з Сьюзан Джой Бенет. Протягом шістнадцяти років Голройд не публікував ніяких інших книг, за винятком підручника з англійської літератури («Англійська творча уява»). Книга «Протилежності; Особистий Прогрес», яка з'явилася у 1975 році була мемуарами «злих» років кінця 1950-х, містить портрети Вілсона і Гопкінса.
Голройд згодом звертався до різних тем, писав серію книг про паранормальні явища, парапсихологію, інопланетне життя, гностицизм і філософію Крішнамурті -робота, яку він згодом описав як «збезчещення» на літературному ринку.
Його остання публікація «Марнування його дорогоцінного часу» (Пронойа Букс 2013) описує «літературні 1950-і роки та любов до живих мемуарів» є перевиданням тексту «Протилежностей» з істотними доповненнями, котрі взяті з журналів, листування та інших ранніх творів поєднані з роздумами сучасників.